# Bartolomeo Concini
Bartolomeo Concini est un juriste et homme politique florentin attaché à la famille Médicis, né à Terranuova Bracciolini en 1507, et mort à Florence le 18 janvier 1578.

## Biographie
Il est le fils d'un simple fermier et peut-être le petit-fils d'un soldat d'aventure. Il est né à Terranuova Bracciolini, près de Valdarno aretino. Sa carrière commence à Florence autour de 1540, au moment où Cosme Ier de Médicis devient duc de Florence. Il a d'abord été notaire, puis, recommandé par Filippo Strozzi, il a été au service de Francesco Vettori. Il est ensuite entré au service de Jacques V Appiani, seigneur de Piombino. En 1545, il est peut-être encore au service des seigneurs de Piombino quand il fait sa première mission diplomatique à la cour impériale.
C'est autour de 1545 que grâce à la protection de Lucrèce de Médicis (1470-1553), fille aînée de Laurent le Magnifique, il est entré au service du duc Cosme Ier de Médicis. Il va progressivement s'introduire dans l'administration florentine en commençant par participer aux missions diplomatiques. La première mission qui lui est confiée, en 1547 et 1548, pour justifier l'attitude du duc de Florence auprès de Charles Quint, à Bruxelles, qui l'accuse d'activités troubles vis-à-vis de Sienne. Il dirige une seconde ambassade avec Pier Filippo Pandolfini auprès de Charles Quint, quand, à la suite d'une conspiration montée par Nicola Orsini, comte de Pitigliano, les troupes espagnoles sont chassées de Sienne en juillet 1552. Au cours de cette ambassade, il réussit à rassurer Charles Quint sur les intentions de Cosme Ier. Il est alors devenu le confident de Cosme Ier et a joué un rôle diplomatique important à partir de 1553 avec l'empereur qui a abouti à la conquête de la république de Sienne par les troupes espagnoles en 1555. Philippe II (roi d'Espagne) a offert la république de Sienne à Cosme Ier.
Invité à Naples par le duc d'Albe en novembre 1556 pour traiter du problème des réfugiés florentins, il fait naufrage dans son voyage retour et il est fait prisonnier par le pape Paul IV qui accuse Cosme Ier de comploter contre les États pontificaux. Il est interrogé pour connaître les intentions du duc mais reste silencieux. Il est finalement libéré à la demande du duc de Florence.
Il est fait citoyen de Florence en 1557.
En 1559, il est à Rome où il a aidé à l'élection de Pie IV et à l'amélioration des relations de la papauté avec Cosme Ier. Ses missions permettent d'obtenir le chapeau de cardinal à Jean de Médicis en 1560, puis de Ferdinand Ier de Médicis en 1563 et Angelo Nicolini en 1565. Il est possible qu'il est commencé les premières discussions pour faire octroyer au duc de Florence le titre de grand-duc par la papauté et pour obtenir l'autorisation de créer l'ordre de Saint-Étienne.
En 1560, il a conduit les négociations qui ont conduit au mariage de Lucrèce de Médicis, fille du duc, avec Alphonse II d'Este, duc de Ferrare. En 1565, il est envoyé à la cour de Vienne pour discuter du mariage de François Ier avec Jeanne d'Autriche. De retour de son ambassade à Vienne, il est envoyé à Rome où vient de mourir de pape Pie IV pour défendre les intérêts du duc et empêcher l'élection de cardinaux qui pourraient lui être hostile. L'élection du pape Pie V permet de sauvegarder ces bonnes relations. Bartolomeo Concini obtient du pape d'accorder le titre de grand-duc au duc de Florence. La bulle papale accordant le titre de grand-duc à Cosme Ier est lue au cours d'une cérémonie, à Florence, le 13 décembre 1569.
Il devient alors l'homme de confiance et le premier secrétaire de Cosme Ier en 1570, après Lelio Torelli, et son principal conseiller comme le notent les ambassadeurs de Venise. Il est aussi devenu un des hommes les plus riches de Florence.
Bartolomeo Concini veut s'affirmer comme faisant partie d'une ancienne famille noble toscane descendant des comtes de Penna, une ancienne famille bannie de Florence en 1303 et retirée à Terranuova, en s'appuyant sur l'historien de la cour, Scipione Ammirati.
En 1572, il est envoyé à Rome avec Belisario Vinta après la mort de Pie V pour surveiller l'élection de son successeur, Grégoire XIII.
Après la mort de Cosme Ier et la prise de pouvoir par François Ier de Médicis, en 1574, il tombe en disgrâce à partir de 1576. Son fils Giovanni Battista est nommé auditeur de la chambre en 1576. En 1579, son gendre, Antonio Serguidi devient premier secrétaire.

## Famille
Bartolomeo Concini s'est marié à Margherita Bartoli, sœur de Cosimo Bartoli qui a été ambassadeur de Florence à Venise et dont le père Matteo Bartoli a été podestat de Pistoia en 1513. De cette union sont nés :
- Giovanni Battista Concini (1532-1605), qui a été licencié de droit canonique de l'université de Pise en 1560, a été premier secrétaire des grands-ducs de Toscane en 1576. Marié à Camilla Miniati dont il a eu :
  - Concino Concini, premier gentilhomme de la chambre Louis XIII, maréchal de France, gouverneur de Amiens entre 1612 et 1616, marquis d’Ancre, baron de Lésigny, comte de Penna, né à Florence vers 1575 et assassiné à Paris le 24 avril 1617, est un favori de la régente Marie de Médicis dont il avait épousé la confidente, Léonora Dori.
- Camilla Concini mariée à Belisario Vinta.